# 술탄 하지 칸
술탄 하지 칸(러시아어: Султан Хаджи-хан, 1519년 사망)은 우즈베크족의 두 번째 통치자이자 1518년 ~ 1519년까지 화레즘 히바 칸국의 칸이었다.

## 집권
술탄 하지 칸은 빌리키즈흐 술탄의 아들이자 우즈베크족의 통치자인 일바르스 1세의 후손이기도 했다. 그는 1518년 일바르스 1세의 사망 이후 히바 칸국의 칸으로 올랐지만 그는 오랫동안 군림하지 못하고 1년 정도밖에 집권하지 못했다. 술탄 하지 칸은 집권 기간 동안 화레즘을 개선시키기 위해 노력했다.

## 죽음
술탄 하지 칸은 1519년 사망했고 이후 화레즘에는 하산 쿨리 칸이 집권하게 되었다.

## 참고 문헌
- (러시아어) Гулямов Я.Г., История орошения Хорезма с древнейших времен до наших дней. Ташкент. 1957
- (러시아어) История Узбекистана. Т.3. Т.,1993.
- (러시아어) История Узбекистана в источниках. Составитель Б.В. Лунин. Ташкент, 1990
- (러시아어) История Хорезма. Под редакцией И.М.Муминова. Ташкент, 1976

| 전임 일바르스 1세 | 제2대 히바 칸국의 칸 1518년 ~ 1519년 | 후임 하산 쿨리 칸 |